# Onsdag
Onsdag er en ugedag.
Navnet betyder egentlig "Odins dag", jf. oldnordisk Óðinsdagr, engelsk Wednesday.
Det er en oversættelse fra latin Mercuriī diēs "Merkurs dag". Dette navn lever videre på de romanske sprog: fransk Mercredi, italiensk Mercoledì, spansk Miércoles.
Odin er den mest fremtrædende Gud i den nordiske mytologi, men identifikationen af Odin og den romerske Mercurius viser, at germanerne selv har ment, at de to guder lignede hinanden. Mercurius eller på græsk Hermes er ligesom Odin en vandrende gud, der følger sjælene til dødsriget (Hades/Hel). Begge bærer de derfor vandringsmændenes karakteristiske bredskyggede hat. 
Det drejer sig dog, ligesom med de andre ugedage, egentlig ikke om guden Mercurius, men om planeten Merkur.